# Shédiac
Pour les articles homonymes, voir Shédiac (homonymie).
Shédiac, ou Shediac selon l'orthographe officielle, est une ville du comté de Westmorland située dans le Sud-Est du Nouveau-Brunswick au Canada. La ville est située à proximité du parc provincial de la Plage-Parlee.

## Toponyme
La ville portait à l'origine le nom de La Batture. Le nom Shédiac fait référence à sa position à l'embouchure de la rivière Shédiac. Ce nom est dérivé du micmac Esedeiik, signifiant « qui remonte loin », possiblement en référence à la configuration de la baie de Shédiac ou au portage menant vers la rivière Petitcodiac.

## Géographie

### Géographie physique

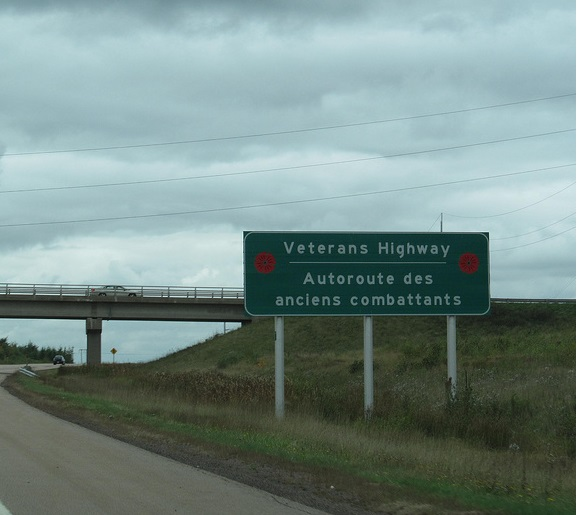
Tronçon de la route 15 dénommée "Autoroute des anciens combattants" entre Dieppe et Shédiac.

#### Situation
Shédiac est situé à 30 kilomètres de route au nord-est de Moncton. La ville se situe sur le détroit de Northumberland, à l'embouchure de la rivière Scoudouc, à cheval entre le pays de Gédaïque et le pays de Cap-Pelé. Shédiac est limitrophe de Pointe-du-Chêne au nord-est, de Beaubassin-Est à l'est, de la paroisse de Shédiac au sud, de Chemin-Scoudouc à l'ouest et de Cap-de-Shédiac au nord-ouest. Shédiac est généralement considérée comme faisant partie de l'Acadie.

#### Topographie
Le relief de Shédiac est relativement plat.

#### Géologie
Le sous-sol de Shédiac est composé principalement de roches sédimentaires du groupe de Pictou datant du Pennsylvanien (entre 300 et 311 millions d'années).

#### Climat
Shédiac bénéficie d'un climat continental humide.

#### Faune et flore
Une faible portion de Shédiac, surtout dans le sud du territoire, est composé de forêt.

### Géographie humaine

#### Transport
Shédiac est traversée par la route 15, reliant Moncton à l'Île-du-Prince-Édouard via la Transcanadienne et le pont de la Confédération, ainsi qu'à l'extrémité sud de la route 11, se rendant jusqu'au Québec. Les routes 132, 133 et 134 constituent des accès secondaires. Shédiac est desservi par les autobus interurbains. Plus de correspondances sont possibles à partir de Moncton, où l'on retrouve aussi la gare de Moncton et l'aéroport international du Grand Moncton.

#### Morphologie urbaine
Le centre-ville est situé sur la rive est de la rivière Scoudouc. Shédiac-Est puis Rings Corner s'étendent vers l'est, le long de la rue Principale. Chapmans Corner est situé sur la rive ouest de la rivière Scoudouc. Une partie d'Ohio-du-Barachois est situé au sud-est du territoire, l'autre partie étant dans Beaubassin-Est.

#### Logement
(septembre 2024).
La ville comptait 2437 logements privés en 2006, dont 2223 occupés par des résidents habituels. Parmi ces logements, 60,8 % sont individuels, 6,3 % sont jumelés, 3,4 % sont en rangée, 2,9 % sont des appartements ou duplex, 19,8 % sont des immeubles de moins de cinq étages et 3,4 % sont des immeubles de plus de cinq étages. Enfin, 3,2 % des logements entrent dans la catégorie autres, tels que les maisons-mobiles. 66,9 % des logements sont possédés alors que 33,1 % sont loués. 59,5 % ont été construits avant 1986 et 5,9 % ont besoin de réparations majeures. Les logements comptent en moyenne 6,4 pièces et 0,5 % des logements comptent plus d'une personne habitant par pièce. Les logements possédés ont une valeur moyenne de 157 964 $, comparativement à 119 549 $ pour la province.

## Histoire
Royaume de France (1749-1763)

 Royaume de Grande-Bretagne (1763-1801)

 Royaume-Uni de Grande-Bretagne et d'Irlande (1801-1867)

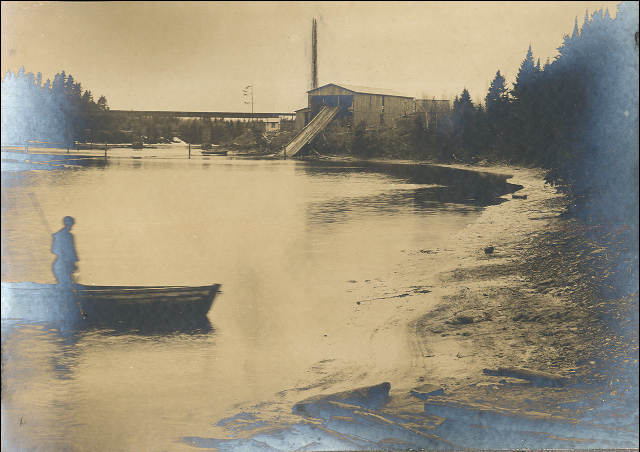
La scierie Smith, sur la rivière Scoudouc, vers 1920.

Shédiac est situé dans le territoire historique des Micmacs, plus précisément dans le district de Sigenigteoag, qui comprend l'actuel côte Est du Nouveau-Brunswick, jusqu'à la baie de Fundy. Le district de Pigtogeoag ag Epegoitnag est situé juste à l'Est. Plusieurs campements existent à l'embouchure de la rivière Shédiac et de la rivière Scoudouc. Une réserve micmacque est fondée mais elle n'est plus utilisée à la fin du XIXe siècle.
Un fort est construit à Shédiac ou les environs par Louis de La Corne en 1749. La tradition orale affirme que les ruines sur l'île au Crâne sont en fait d'un autre fort construit par les Micmacs, autrefois appelé le fort Sauvage.
La ville est fondée par les Acadiens vers 1750, probablement sur le site actuel de Cap-de-Shédiac, à l'ouest. Selon William F. Ganong, c'est la présence du fort qui attire la population. Il semble que celui-ci soit abandonné temporairement après 1755. C'est toutefois à ce moment que la population grandit, au cours de la déportation des Acadien. Les terres entre Cap-de-Cocagne et Shédiac sont concédées au Acadiens en 1767. Ce sont leurs descendants qui fondent la plupart des communautés des environs, où ils sont toujours majoritaires.
Un Anglais, le colonel Joseph Williams, obtient une concession sur la rive ouest de la baie avant 1785. Sa terre est rachetée par le londonien William Hannington en 1785, qui est plus tard rejoint par des anglophones d'origines diverses, entre autres des Loyalistes et des immigrants britanniques. Leurs descendants résident dans la partie Ouest de la ville, se sont déplacés dans la vallée de la rivière Scoudouc ou encore se sont établis dans d'autres régions de la province.
La ville de Shédiac à proprement parler n'est pas fondée avant 1800. La construction navale et l'exportation du bois vers l'Angleterre contribuent à la prospérité économique du XIXe siècle. La paroisse civile de Shédiac est érigée en 1827.
L'hôtel Shediac est construit dans les années 1850. Fidèle Poirier ouvre un premier magasin à Shédiac en 1856. Le chemin de fer vers Saint-Jean est inauguré en 1857. Un service de traversier est instauré en 1858 vers Summerside, à l'Île-du-Prince-Édouard. La ville devient ainsi une tête de ligne importante, ce qui attire de nombreux immigrants. Ce service de traversier est remplacé en 1918 par celui entre Cap-Tourmentin et Borden-Carleton. La première chapelle catholique de la ville est inaugurée en 1859. Shédiac obtient la première école de grammaire du comté en 1862. Le Moniteur acadien, premier journal francophone à voir le jour en Acadie, est fondé en 1867. Le dépôt du chemin de fer est détruit dans un incendie le 11 novembre 1872 ; il est reconstruit à Moncton. La première église de Shédiac est construite en 1862 ; l'ancienne chapelle devient la sacristie. Une assemblée de la colonisation acadienne a lieu en ville le 4 février 1873.
La ville est constituée le 7 janvier 1903. L'hôpital de Shédiac, d'une capacité de 25 lits, est fondé en 1957. Il est fermé en 1973 mais remplacé par le centre médical régional en 1977, qui emménage dans un nouvel édifice en 1980. La Polyvalente Louis-J.-Robichaud est inaugurée en 1969. La Division des pensions et retraites du ministère fédéral des approvisionnements et services, comptant 400 employés, emménage dans un nouvel édifice à Shédiac en 1982. L'école Mgr-François-Bourgeois est inaugurée en 1987. L'Hôtel Shediac est démoli en 2004. Shédiac accueille la XXIVe finale des Jeux de l'Acadie en 2003. Un centre multifonctionnel est ouvert en 2011.
Lors de la réforme de la gouvernance locale du 1er janvier 2023, les districts de services locaux (DSL) de Cap-de-Shédiac, Chemin-Scoudouc et Pointe-du-Chêne, de même que des portions du DSL de Scoudouc, sont fusionnés à la ville.

## Chronologie municipale

Évolution territoriale de la paroisse de Shédiac après 1966.

## Démographie
(juillet 2016).
La ville comptait 5 497 habitants en 2006, soit une hausse de 12,4 % en 5 ans. En 2016, elle atteint 7,184 résidents. Il y a en tout 2220 ménages dont 1555 familles. Les ménages comptent en moyenne 2,3 personnes tandis que les familles comptent en moyenne 2,7 personnes. Les ménages sont composés de couples avec enfants dans 22,5 % des cas, de couples sans enfants dans 35,4 % des cas et de personnes seules dans 28,6 % des cas alors que 13,3 % des ménages entrent dans la catégorie autres (familles monoparentales, colocataires, etc.). 66,2 % des familles comptent un couple marié, 17,4 % comptent un couple en union libre et 16,4 % sont monoparentales. Dans ces dernières, une femme est le parent dans 86,3 % des cas. L'âge médian est de 46,7 ans, comparativement à 41,5 ans pour la province. 86,9 % de la population est âgée de plus de 15 ans, comparativement à 83,8 % pour la province. Les femmes représentent 54,3 % de la population, comparativement à 51,3 % pour la province. Chez les plus de 15 ans, 30,6 % sont célibataires, 44,9 % sont mariés, 4,6 % sont séparés, 7,7 % sont divorcés et 12,0 % sont veufs. De plus, 11,2 % vivent en union libre.
| 1981  | 1986  | 1991  | 1996  | 2001  | 2006  | 2011  | 2016  |
| ----- | ----- | ----- | ----- | ----- | ----- | ----- | ----- |
| 4 289 | 4 370 | 4 343 | 4 664 | 4 892 | 5 497 | 6 561 | 7 184 |

Les autochtones représentent 0,9 % de la population et 1,5 % des habitants font partie d'une minorité visible. Les immigrants représentent 3,5 % de la population et 0,0 % des habitants sont des résidents permanents. 1,0 % des habitants ne sont pas citoyens canadiens et 91,6 % des habitants âgés de plus de 15 ans sont issus de familles établies au Canada depuis trois générations ou plus. En date du 16 mai 2006, 83,7 % des gens avaient la même adresse depuis au moins un an alors que 6,1 % habitaient auparavant ailleurs dans la même ville, que 7,9 % habitaient ailleurs dans la province, que 2,0 % habitaient ailleurs au pays et que 0,0 % habitaient ailleurs dans le monde. À la même date, 57,6 % des gens avaient la même adresse depuis au moins cinq ans alors que 14,6 % habitaient auparavant ailleurs dans la même ville, que 21,1 % habitaient ailleurs dans la province, que 5,6 % habitaient ailleurs au pays et que 1,1 % habitaient ailleurs dans le monde.
La langue maternelle est le français chez 73,2 % des habitants, l'anglais chez 23,8 % et les deux langues chez 1,5 % alors que 1,5 % sont allophones. Les deux langues officielles sont comprises par 76,8 % de la population alors que 8,4 % des habitants sont unilingues francophones, que 14,8 % sont unilingues anglophones et que 0,0 % ne connaissent ni l'anglais ni le français. Le français est parlé à la maison par 69,9 % des gens, l'anglais par 27,5 %, les deux langues officielles par 1,6 %, le français et une langue non officielle par 0,0 %, l'anglais et une langue non officielle par 0,0 % et une langue non officielle seule par 0,9 %. Le français est utilisé au travail par 50,9 % des employés et l'anglais par 40,5 % alors que 8,4 % des employés utilisent les deux langues officielles, que 0,0 % utilisent le français et une langue non officielle, que 0,3 % utilisent l'anglais et une langue non officielle et que 0,0 % utilisent uniquement une langue non officielle.
L'histogramme suivant démontre la progression de l'anglais et la régression du français:
| Évolution des langues maternelles (en %) | Légende                                                         |
| ---------------------------------------- | --------------------------------------------------------------- |
|                                          | - Français - Anglais - Anglais et français - Autre(s) langue(s) |
| Sources,:                                |                                                                 |

Chez les plus de 15 ans, 32,7 % n'ont aucun certificat, diplôme ou grade, 20,7 % ont uniquement un diplôme d'études secondaires ou l'équivalent et 46,6 % détiennent aussi un certificat, un diplôme ou un grade post-secondaire ; par comparaison, ces taux s'élèvent à 29,4 %, 26,0 % et 44,6 % au provincial. Parmi la même tranche d'âge, 11,9 % des gens possèdent un diplôme d'un programme d'un an au CCNB ou l'équivalent, 19,2 % détiennent un diplôme d'un programme de trois ans au CCNB ou l'équivalent, 2,6 % ont un diplôme ou un certificat universitaire inférieur au baccalauréat et 13,0 % ont un certificat, un diplôme ou un grade universitaire plus élevé. Parmi ces diplômés, 10,1 % sont formés en enseignement, 2,7 % en arts ou en communications, 3,1 % en sciences humaines, 5,5 % en sciences sociales ou en droit, 27,5 % en commerce, en gestion ou en administration, 1,7 % en sciences et technologies, 5,3 % en mathématiques ou en informatique, 20,0 % en architecture, en génie ou dans des domaines connexes, 1,4 % en agriculture, en ressources naturelles ou en conservation, 10,8 % en santé, parcs, récréation ou conditionnement physique, 11,8 % en services personnels, de protection ou de transport et 0,0 % dans d'autres domaines. Les diplômés post-secondaires ont terminé leurs études à l'extérieur du pays dans 2,7 % des cas.
En termes de population, Shédiac se classe au 23e rang de la province.

## Économie

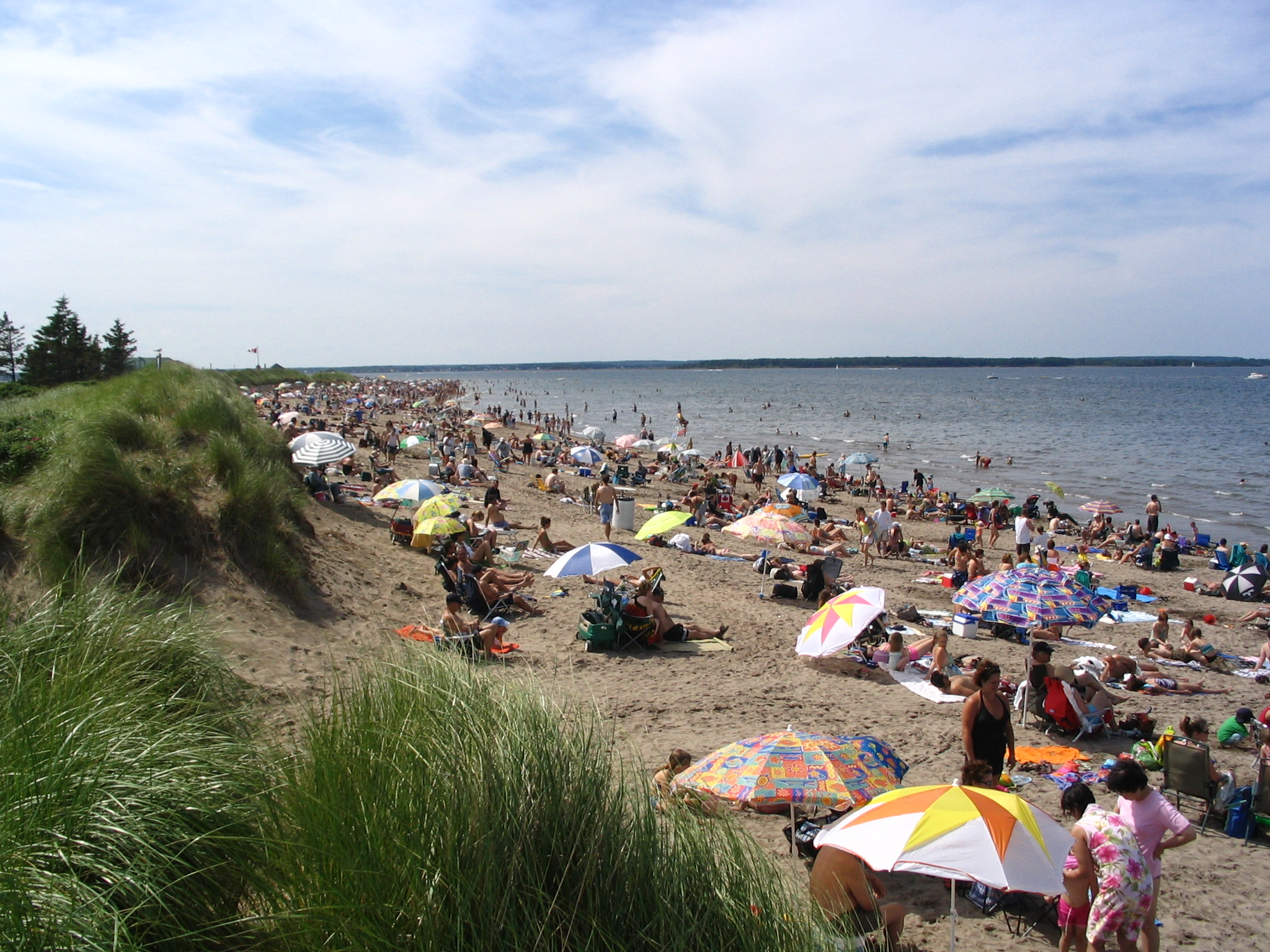
Plage Parlee

(septembre 2024).

### Travail et revenu
Le recensement de 2006 de Statistique Canada fournit aussi des données sur l'économie. Chez les habitants âgés de plus de 15 ans, le taux d'activité était alors de 63,3 %, le taux d'emploi était de 56,5 % et le taux de chômage était de 10,8 % ; à titre de comparaison, ceux de la province étaient respectivement de 63,7 %, 57,3 % et 10,0 %.
Chez les personnes âgées de 15 ans et plus, 2 960 ont déclaré des gains et 4 260 ont déclaré un revenu en 2005. 89,1 % avaient aussi déclaré des heures de travail non rémunérées. Le revenu médian s'élevait alors à 22 563 $ avant et à 19 807 $ après impôt, comparativement à la moyenne provinciale de 22 000 $ avant et 20 063 $ après impôt; les femmes gagnaient en moyenne 1 668 $ de moins que les hommes après impôt, soit 18 139 $. En moyenne, 69,9 % du revenu provenait de gains, 17,8 % de transferts gouvernementaux et 12,4 % d'autres sources. 8,5 % de toutes les personnes dans les ménages avaient un faible revenu après impôt, une proportion montant à 12,4 % pour les moins de 18 ans.
Parmi la population active occupée, 5,0 % des gens travaillaient à domicile, aucun travaillaient à l'extérieur du pays, 9,1 % n'avaient pas de lieu de travail fixe et 85,5 % avaient un lieu de travail fixe. Parmi les travailleurs ayant un lieu de travail fixe, 40,7 % travaillaient en ville, 54,2 % travaillaient ailleurs dans le comté, 3,7 % travaillaient dans un autre comté et 1,2 % travaillaient dans une autre province.

### Principaux secteurs

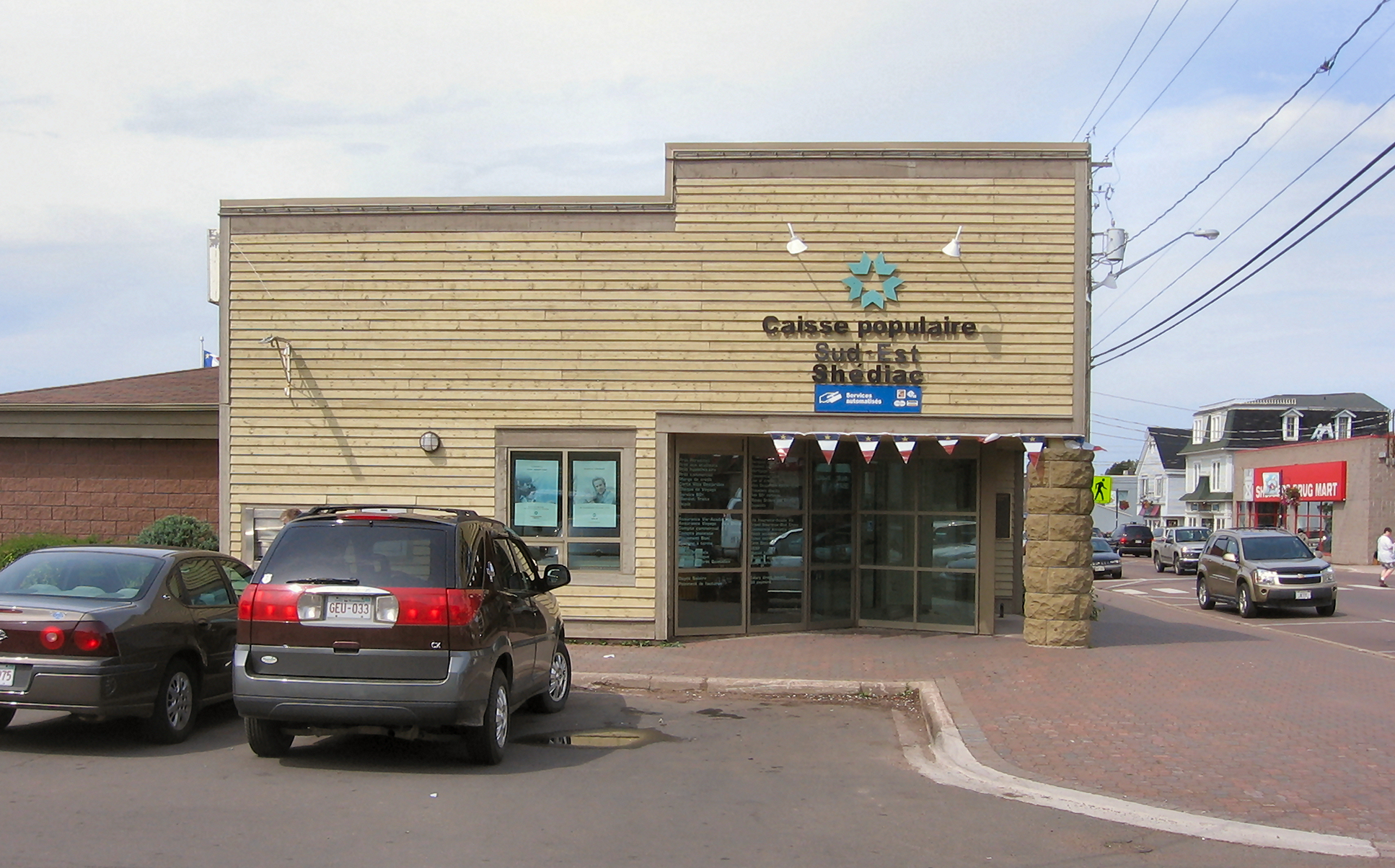
La caisse populaire.

En 2006, on dénombrait 2,7 % des emplois dans l'agriculture, la pêche et les autres ressources, 7,0 % dans la construction, 13,8 % dans la fabrication, 5,2 % dans le commerce de gros, 9,8 % dans le commerce de détail, 7,1 % dans la finance et l'immobilier, 8,8 % dans la santé et les services sociaux, 5,4 % dans l'éducation, 15,2 % dans les services de commerce et 25,2 % dans les autres services.
Le secteur de la pêche représente une part importante de l'économie de la ville, avec la transformation.
Le tourisme estival occupe lui aussi une place prépondérante avec notamment le parc provincial de la Plage-Parlee, située dans la communauté limitrophe de Pointe-du-Chêne.
Le siège-social de la Caisse populaire Sud-Est, membre d'UNI Coopération financière, est situé en ville. La caisse compte 7 000 membres et quatre succursales.
Entreprise Sud-Est, membre du Réseau Entreprise, a la responsabilité du développement économique. Shédiac est le siège de la CBDC Westmorland Albert.

## Administration
(juillet 2016).

### Conseil municipal

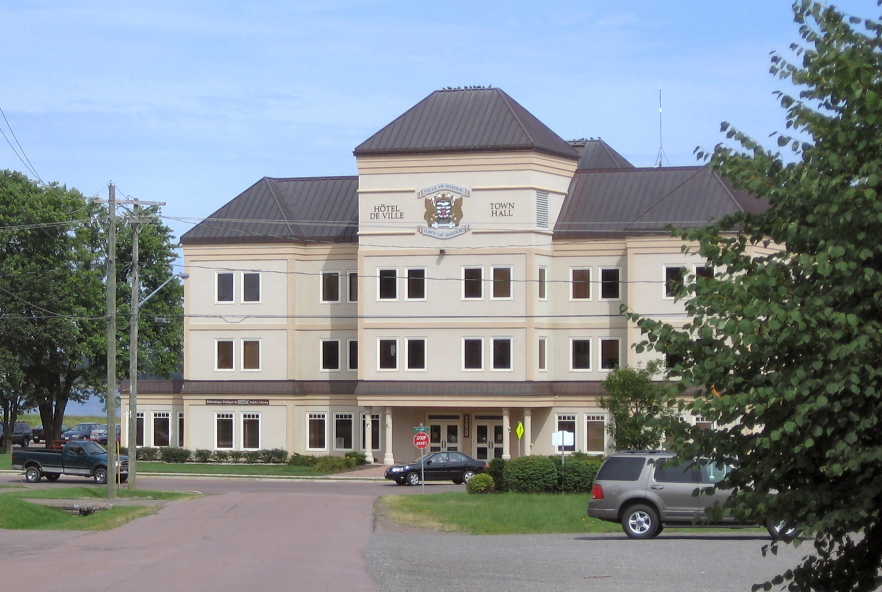
Hôtel de ville de Shédiac.

Le conseil municipal est formé d'un maire et de huit conseillers généraux. La ville était auparavant divisée en 4 quartiers pour des fins administratives.
Le conseil municipal actuel est élu lors de l'élection quadriennale du 10 mai 2016.
Anciens conseils municipaux
Le conseil municipal précédent est élu lors de l'élection quadriennale du 14 mai 2012.
| Mandat      | Fonctions            | Nom(s) |
| ----------- | -------------------- | --- |
| 2018 - 2020 | Maire                | Roger Caissie |
| 2018 - 2020 | Conseillers généraux | Sylvie C. Boudreau, Patricia Bourque-Chevarie, Paul Boudreau, Gilles Brine, Jean-Claude Bertin, Germaine Gallant, Laura Gallant et Raymond Cormier. |

| Mandat      | Fonctions               | Nom(s)                                                         |
| ----------- | ----------------------- | -------------------------------------------------------------- |
| 2008 - 2012 | Maire                   | Raymond Cormier                                                |
| 2008 - 2012 | Conseillers généraux    | Peter Breau, Laura Gallant, Jacques Leblanc, Ernie T. O'Brien. |
| 2008 - 2012 | Conseillers de quartier |                                                                |
| 2008 - 2012 | #1                      | Michel (Mike) Thibodeau                                        |
| 2008 - 2012 | #2                      | André (Andy) Caissie                                           |
| 2008 - 2012 | #3                      | Charles J. Leblanc                                             |
| 2008 - 2012 | #4                      | Normand J. Belliveau                                           |

| Période                                  | Période | Identité           | Étiquette | Qualité                      |
| ---------------------------------------- | ------- | ------------------ | --------- | ---------------------------- |
| 1906                                     | 1907    | Ernest A. Smith    |           | Dentiste et homme d'affaires |
| 1920                                     | 1921    | Alphonse Sormany   |           |                              |
| 1921                                     |         | John Kelly         |           |                              |
| 1946                                     | 1952    | Joseph Leblanc     |           |                              |
| 19??                                     | 197?    | Alfred Landry      |           |                              |
| 197?                                     | 1977    | Rodrigue Leblanc   |           |                              |
| 1977                                     | 198?    | Valmon Thibodeau,  |           |                              |
| 1995                                     | 2001    | Raymond A. Leblanc |           |                              |
| 2001                                     | 2004    | Camille Belliveau  |           |                              |
| 2004                                     | 2012    | Raymond Cormier    |           |                              |
| 2004                                     | 2018    | Jacques Leblanc    |           |                              |
| Les données manquantes sont à compléter. |         |                    |           |                              |

| Période                                  | Période | Identité         | Étiquette | Qualité |
| ---------------------------------------- | ------- | ---------------- | --------- | ------- |
| 196?                                     | 19??    | Claude Belliveau |           |         |
| Les données manquantes sont à compléter. |         |                  |           |         |

### Représentation et tendances politiques
Shédiac est membre de l'Association francophone des municipalités du Nouveau-Brunswick.
 Nouveau-Brunswick: Shédiac fait partie de la circonscription provinciale de Shediac—Cap-Pelé, qui est représentée à l'Assemblée législative du Nouveau-Brunswick par Victor Boudreau, du Parti libéral. Il fut élu en 2004 et réélu en 2006 et en 2010.
 Canada: Shédiac fait partie de la circonscription fédérale de Beauséjour. Cette circonscription est représentée à la Chambre des communes du Canada par Dominic LeBlanc, du Parti libéral.

## Vivre à Shédiac

### Éducation
Shédiac compte deux écoles publiques francophones faisant partie du district scolaire #11. Tout d'abord, les élèves fréquentent l'école Mgr-François-Bourgeois de la maternelle à la 8e année avant de poursuivre leurs études à la Polyvalente Louis-J.-Robichaud jusqu'en 12e année.
Shédiac possède aussi une bibliothèque publique.

### Autres services publics

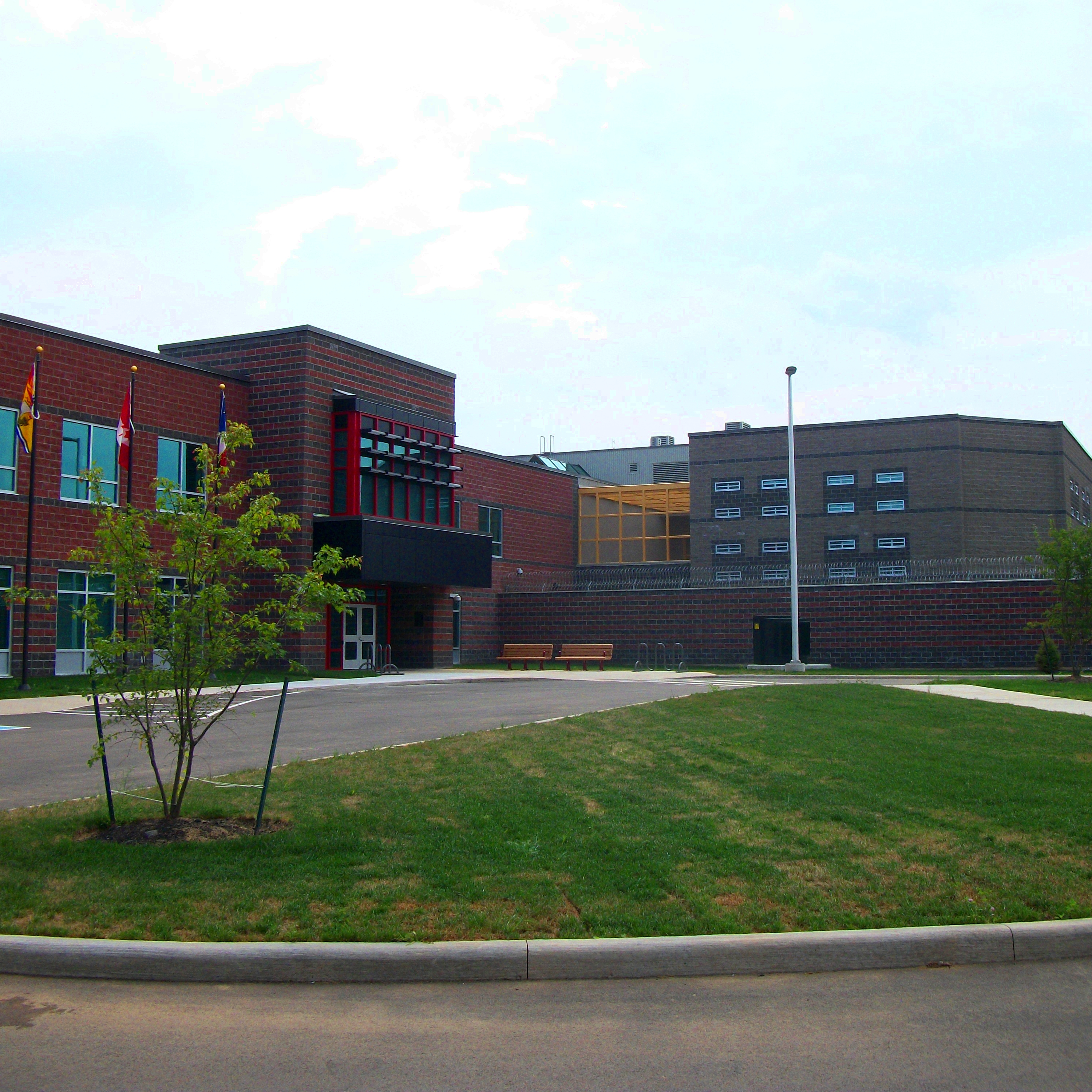
Le Centre correctionnel régional du Sud-Est.

Il y a une caserne de pompiers, située à l'hôtel de ville. La ville possède un poste de la Gendarmerie royale du Canada. Il est le siège du district 4, qui regroupe l'est du comté de Westmorland.
Shédiac possède un tribunal satellite de la Cour provinciale du Nouveau-Brunswick à Richibouctou.
La ville dispose aussi du Centre médical régional de Shédiac, ayant une équipe de six médecins et des infirmières, ainsi qu'un poste d'Ambulance Nouveau-Brunswick. La Villa Providence Shédiac est un foyer de soins agréés.
La ville bénéficie du terrain de Golf & Camping Wikiwak. Le centre multifonctionnel a une superficie de 1 404 mètres2. Un marché est organisé le dimanche sur la rue Main.
Shédiac compte aussi u bureau de poste et un bureau régional d'Énergie NB.

### Médias
Shédiac est desservi par le quotidien francophone L'Acadie nouvelle, de Caraquet. L'hebdomadaire Le Moniteur acadien est publié en ville et L'Étoile de Dieppe y est aussi distribué. Les anglophones sont desservis par les quotidiens Times & Transcript de Moncton et Telegraph-Journal de Saint-Jean.

### Religion
L'église Saint-Joseph est une église catholique romaine faisant partie de l'archidiocèse de Moncton.

## Culture

### Personnalités

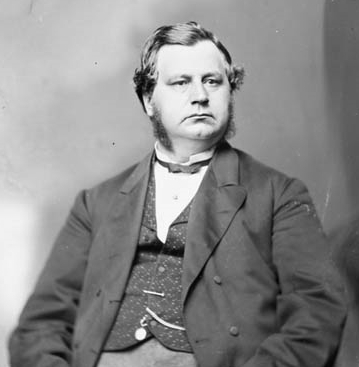
Albert James Smith

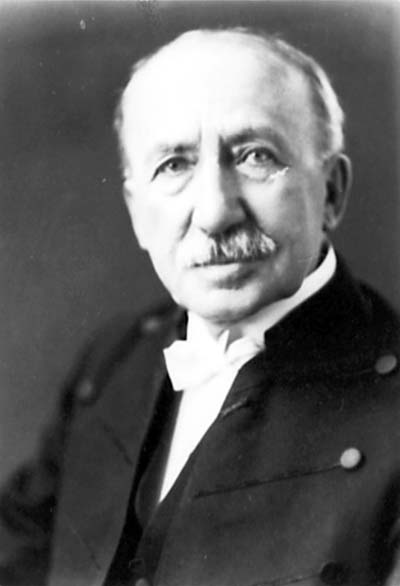
Pascal Poirier

- Georges-Antoine Belcourt (1803 - 1874), missionnaire, mort à Shédiac ;
- Philomène Belliveau (Memramcook, 1854 - Rimouski, 1940), artiste, a travaillé à Shédiac;
- Edna May Williston Best (1880 - 1923), féministe, née à Shédiac ;
- René Duprée, lutteur née en 1983 à Shédiac ;
- Gord Gallant, joueur professionnel de hockey sur glace, né à Shédiac;
- Placide Gaudet (1850-1930), instituteur, journaliste, généalogiste, historien et fonctionnaire, mort à Shédiac ;
- Daniel Lionel Hanington (1835 - 1909), premier ministre du Nouveau-Brunswick, né à Shédiac ;
- Don Hannah, écrivain, né à Moncton mais a grandi à Shédiac ;
- Émery Leblanc (1918-1987), journaliste, rédacteur en chef et directeur à L'Évangéline, directeur des relations publiques au Canadien National et chez Via Rail Canada, écrivain ;
- Francis LeBlanc (1965 - ), astrophysicien, professeur et doyen à l'Université de Moncton et auteur de An Introduction to Stellar Astrophysics, né à Shédiac;
- Joseph Leblanc, homme d'affaires et homme politique, né à Shédiac;
- Samuel Lee (1756-1805), fonctionnaire, juge, homme d'affaires et homme politique, mort à Shédiac ;
- Anna Malenfant (1902-1988), cantatrice et compositrice, née à Shédiac;
- John Anthony McDonald (1875-1948), sénateur, né à Shédiac;
- Mathieu Melanson (1985 - ), joueur professionnel de hockey sur glace, né à Shédiac ;
- Pascal Poirier (1852 -1933), écrivain, avocat et sénateur, né à Shédiac ;
- Jean George Robichaud (1883-1969), marchand de poisson et homme politique, né à Shédiac ;
- Ferdinand Robidoux (1875-1962), avocat et homme politique, né à Shédiac ;
- Albert James Smith (1822 - 1883), premier ministre du Nouveau-Brunswick, né à Shédiac ;
- Elsie Wayne (1932 - 2016), femme politique, née à Shédiac ;
- Rosa Laricchiuta (1974 - ), chanteuse professionnelle ;
- Xavier Gould (1994 - ), artiste multidisciplinaire queer[50].

### Architecture et monuments
La maison Pascal Poirier est un site historique provincial.

### Langue
Selon la Loi sur les langues officielles, Shédiac est officiellement bilingue puisque l'anglais et le français sont tous deux parlés par plus de 20 % de la population.
C'est probablement à partir du nom de Shédiac qu'a été nommé le chiac, langage anglo-français parlé par les Acadiens du sud-est du Nouveau-Brunswick.

### Gastronomie

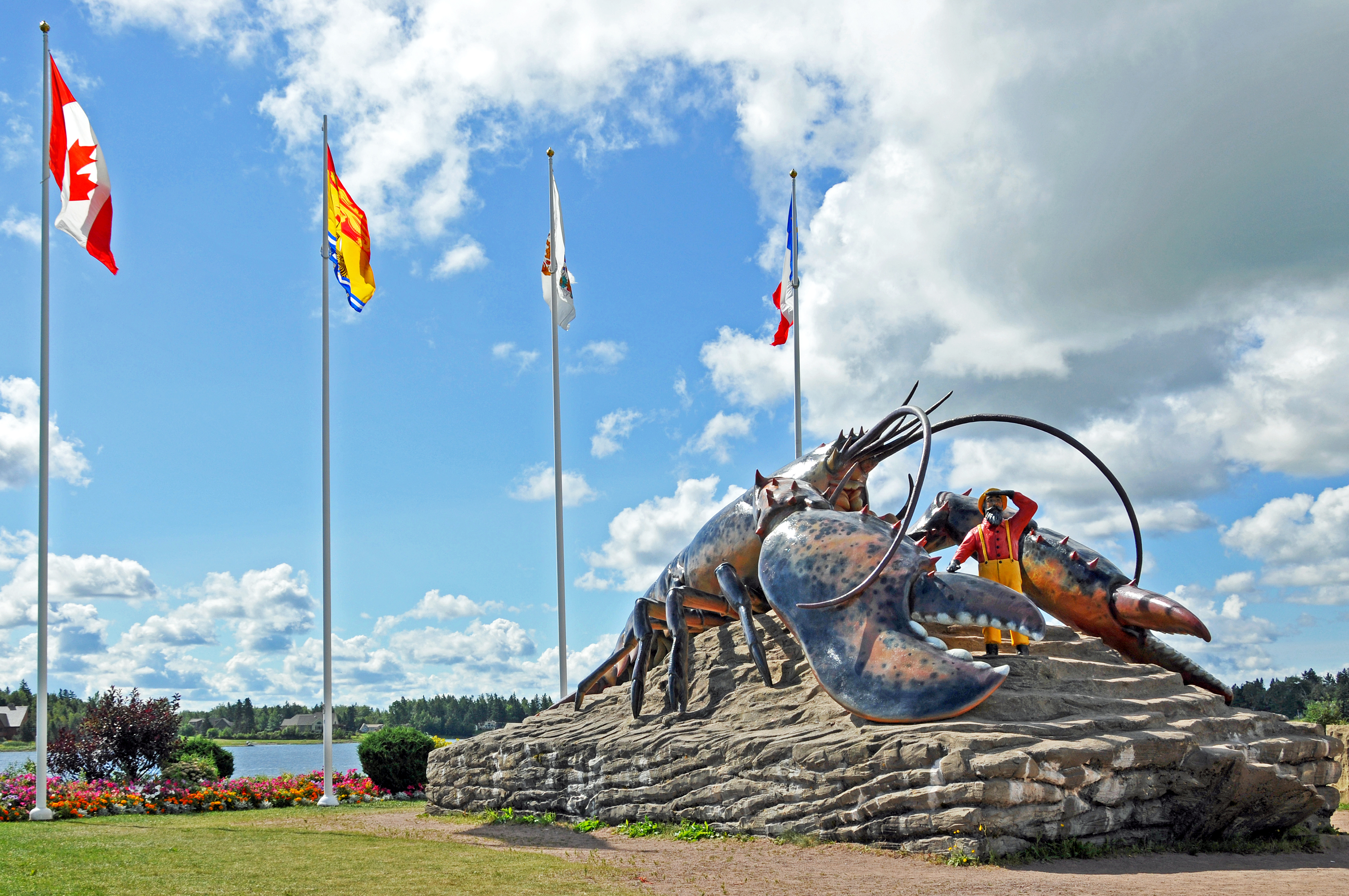
Sculpture à Shédiac.

La ville est surnommée la « Capitale mondiale du homard » et la plus grande statue de homard du monde est située à l'entrée principale de la ville. L'homard géant a été proposé par le Club Rotary de Shédiac et créé par l'artiste néo-brunswickois Winston Bronnum. Inaugurée le 30 juin 1990, la sculpture fait 11 mètres de long et pèse 90 000 kg. Elle a été construite à l'aide d'acier, de béton et d'armature et était à l'origine peinturée en couleurs foncés pour rappeler celles d'un homard avant la cuisson. En 2015, on estimait qu'il y avait 500 000 visiteurs par an.
Le festival du homard de Shédiac existe depuis 1949. Des activités sont organisées pendant une semaine de temps. En 2017, les organisateurs ont établi un record de la plus longue guédille de homard d'une longueur de 55 mètres. L'année suivante, un nouveau record a été établi à 68 mètres.

### Shédiac dans la culture
Shédiac fait l'objet d'un poème dans le recueil de poésie La terre tressée, de Claude Le Bouthillier. La localité fait partie du « pays de la Mariecomo », siège de l'action du roman La Mariecomo, de Régis Brun.

### Jumelages
- Pont-Breaux (États-Unis) (depuis 1970)[59]